# Harmony OS
Harmony OS (stylizowany zapis: HarmonyOS) – wbudowany system operacyjny stworzony przez chińskie przedsiębiorstwo Huawei, przeznaczony głównie do bezprzewodowych urządzeń internetu rzeczy (IoT). System jest oprogramowaniem o otwartym kodzie źródłowym.

## Historia
Pierwotnie nowy system miał mieć nazwę Hongmeng. Chiński koncern Huawei zaprezentował system Harmony OS w sierpniu 2019 roku podczas Huawei Developer Conference. W założeniu producenta system miał być alternatywą dla konkurencyjnego systemu Android amerykańskiego przedsiębiorstwa Google. W pierwszej kolejności Huawei miał wprowadzać Harmony OS na rynek chiński, a dopiero później udostępnić ich rozwiązanie w pozostałych częściach świata. HarmonyOS 1.0. najpierw udostępniono na inteligentne ekrany, których premiera miała miejsce w 2. połowie 2019 roku. Przez kolejne 3 lata Harmony OS od wprowadzenia systemu na rynek chiński miał ulec optymalizacji i być wdrażany etapami na inne urządzenia inteligentne.

## Charakterystyka
Docelowo Harmony OS miał być przeznaczony do pracy na urządzeniach takich jak: smartfony, inteligentne zegarki i głośniki oraz inteligentne rozwiązania w samochodach. Według Richarda Yu, prezesa Huawei Business Consumer Group, system różni się całkowicie od Androida i iOS.
Mikrojądro systemu złożone jest z 1/1000 kodu, który jest wykorzystywany w systemach Linux, dzięki czemu korzystanie z systemu ma być bezpieczniejsze. W Harmony OS zostały znacznie ograniczone uprawnienia roota (konta administratora), co ogranicza jego dostęp do najwrażliwszych części systemu operacyjnego. To powoduje, że złośliwy kod ma znacznie ograniczony dostęp do krytycznych funkcji. Richard Yu zapewnił, że ich produkt umożliwia płynną pracę na urządzeniach, z kolei tworzenie aplikacji i jej wdrażanie na inny sprzęt ma być dokonywane w elastyczny sposób.
Przedstawiciele marki Huawei stwierdzili, że Harmony OS umożliwia współdzieloną platformę komunikacyjną, zarządzanie rozproszonymi danymi i zadaniami, a także urządzeniami peryferyjnymi. Za ulepszone wyniki pracy systemu odpowiedzialny jest „silnik opóźnień” i komunikacja międzyprocesowa (IPC) o wysokiej wydajności. Technologia wykorzystana w systemie umożliwia wyznaczanie priorytetów kolejnych zadań, a także z wyprzedzeniem ustala limity czasowe. Zgodnie z założeniami Huawei opóźnienie reakcji aplikacji miało spaść o ponad 25%.